# Svelvik

Wappen von Svelvik

Svelvikⓘ ist eine ehemalige Kommune in der norwegischen Provinz Vestfold. Svelvik ging mit der Zusammenlegung mit Drammen am 1. Januar 2020 zunächst in die Provinz Viken und später in die Provinz Buskerud über.

## Persönlichkeiten
- Lalla Carlsen (1889–1967), Schauspielerin und Sängerin
- Betzy Kjelsberg (1866–1950), Frauenrechtlerin und Politikerin
- Albert Helgerud (1876–1954), Sportschütze
- Rakel Surlien (* 1944), Politikerin